# ISO 3166-2:FI
Bản mẫu:Subdivisions of Finland
ISO 3166-2:FI là chuẩn ISO định nghĩa mã địa lý. Nó là tập con của ISO 3166-2 áp dụng cho Phần Lan, đại diện cho các tỉnh của Phần Lan. Mỗi mã bao gồm hai phần mã ISO 3166-1 cho Phần Lan (FI) và ký tự 2 chữ số.

## Mã
| FI-AL | Quần đảo Åland | Ahvenanmaan Maakunta | Ålands län          |
| FI-ES | Nam Phần Lan   | Etelä-Suomen lääni   | Södra Finlands län  |
| FI-IS | Đông Phần Lan  | Itä-Suomen lääni     | Östra Finlands län  |
| FI-LL | Lapland        | Lapin lääni          | Lapplands län       |
| FI-LS | Tây Phần Lan   | Länsi-Suomen lääni   | Västra Finlands län |
| FI-OL | Oulu           | Oulun lääni          | Uleåborgs län       |